# Ren’Py
Ren’Py (Ren’Py Visual Novel Engine) ist eine kostenlose, quelloffene und frei verwendbare Spiel-Engine für die Erstellung von Visual Novels, aber auch von anderer Software wie beispielsweise von Textadventures, Geschichten, Präsentationen und animierten Illustrationen.
Der Ursprung der Software liegt in der englischsprachigen Manga-Community und wurde mit der Idee gestaltet, Adventures japanischer Art mit einfachen Mitteln entwerfen zu können und bei der Erstellung den Anteil des Programmierens stark zu minimieren. Ren’Py ist eine Referenz-Engine geworden, an der sich andere Programme mit ähnlichem Fokus messen. Mit Ren’Py wurden bislang über 1.200 Spiele größtenteils plattformübergreifend erstellt. Ausgehend von seiner Manga-freundlichen Subkultur werden zunehmend andere Sprachen und Stile genutzt. Zehn Jahre nach Erscheinen des Programms, also 2014, war auch auf großen kommerziellen Spieleplattformen, wie Steam oder Desura, eine wachsende Anzahl von Ren’Py-Spielen und Geschichten zu finden, denn seine kommerzielle Nutzung wird durch die offene MIT-Lizenz erlaubt.

## Wortherkunft
Ren’Py ist ein Kofferwort aus „Ren’ai“ und „Python“. Damit wird Bezug genommen auf Ren’ai-Adventure bzw. Ren’ai-Simulationen.

## Funktionen
Ren’Py bietet zunächst ein Grundgerüst für Einstellungen wie Sound, Grafik, speicherbare Spielstände etc. Zum Basisbereich gehören ebenfalls die Darstellungen von Grafiken und Verzweigungsmöglichkeiten / Menüs.
Für die Animation von Grafiken, beispielsweise von Charakterbildern, lässt sich die eigene Kommando-Sprache „ATL“ (Animation and Transformation Language) nutzen, die diese Funktionen leichter lesbar und anwendbar macht.
Ren’Py unterstützt nahezu alle Funktionen, die für eine Visual Novel von Bedeutung sind, ohne an dieses Genre gebunden zu sein. Dies sind u. a. verschiedene Textdarstellungen, Synchronisation, Zurückspulen zu vorherigen Punkten in einer Geschichte, eine Vielzahl von Bildübergängen. Ren’Py-Skripte haben eine drehbuchähnliche Syntax und können zusätzlich Elemente aus Python enthalten, die es dem Benutzer erlauben, eigene Funktionen einzubauen. Ren’Py-Skripte werden mit Texteditoren erstellt.
Multimedia-Fähigkeiten werden mit Hilfe von Pygame ermöglicht. Unterstützt werden Windows, macOS, Linux (auch in einigen Distributionen enthalten), Android-Systeme (z. B. die Ouya-Konsole) und iOS.

## Bekannte Ren’Py-Spiele
- Always Remember Me (kommerziell)
- Angels with Scaly Wings (kommerziell)
- Bernd und das Rätsel um Unteralterbach (Spielinhalt und Quelltext unter der CC BY-SA 3.0 Unported und GPLv3 verfügbar)[9]
- Bionic Heart (kommerziell)
- Café 0 ~The Drowned Mermaid~ (kommerziell, auch auf Deutsch erhältlich)
- Doki Doki Literature Club!
- Date Warp (kommerziell)
- Digital: A Love Story
- Don't take it personally, babe, it just ain't your story
- Fantasia, The Realm of Thanos / Fantasia Requiem of The Abyss[10]
- Fault
- Felix, Gaijin[11] (erstes deutschsprachiges Ren’Py-Spiel von 2007)
- Frozen Essence
- Jisei-Serie (kommerziell)
- Katawa Shoujo (mit Patch für deutsche Sprachunterstützung erhältlich)
- Moonlight Walks 2.0 (eines der ersten Ren’Py-Spiele von Engine-Entwickler PyTom selbst)[12]
- Nekojishi (kommerziell, Pay what you want)
- Ori, Ochi, Onoe
- Planet Stronghold (kommerziell)
- RE: Alistair (auch auf Deutsch erhältlich)
- Slay the Princess (kommerziell)
- Summertime Saga
- Winds of Change (kommerziell)